# William Williamson (kajakarz)
William Short Williamson (ur. 14 października 1915 w Toronto, zm. 15 maja 1991 w Scarborough) – kanadyjski kajakarz, olimpijczyk z 1936.

## Kariera sportowa
Zajął 14. miejsce w wyścigu kajaków jedynek (K-1) na 10 000 metrów na igrzyskach olimpijskich w 1936 w Berlinie.